# Juan dela Cruz
Juan dela Cruz es una serie de televisión filipina transmitido por ABS-CBN en el año 2013. Está protagonizada por Coco Martin y Erich Gonzales, y las participaciones antagónicas de Albert Martínez, Zsa Zsa Padilla, Arron Villaflor y Diana Zubiri

## Reparto

### Elenco principal
- Coco Martin - Juan dela Cruz
- Erich Gonzales - Rosario Galang
- Shaina Magdayao - Princesa Mirathea "Mira"
- Albert Martínez - Samuel Alejandro

### Elenco secundario
- Arron Villaflor - Mikael "Kael" Reyes
- Zsa Zsa Padilla - Laura Alejandro
- Joel Torre - Jose "Mang Pepe" Guerrero
- Gina Pareño - Belen Gonzales
- Eddie Garcia - Julian "Lolo Juls"
- William Lorenzo - Ben Galang
- Lotlot de Leon - Cora Galang
- Neil Coleta - Asiong
- Louise Abuel - Pikoy
- John Medina - Agustin Magdiwang
- Lilia Cuntapay - Babaylan
- MC - Queenie
- Precious Lara Quigaman - Reina Nerea
- Martin del Rosario - Bagno
- Marlann Flores - Liway
- Maricar Reyes - Tatlong Maria
- Diana Zubiri - Peru-ha / Saragnayan
- John Regala as Agor